# Commissie van Drie

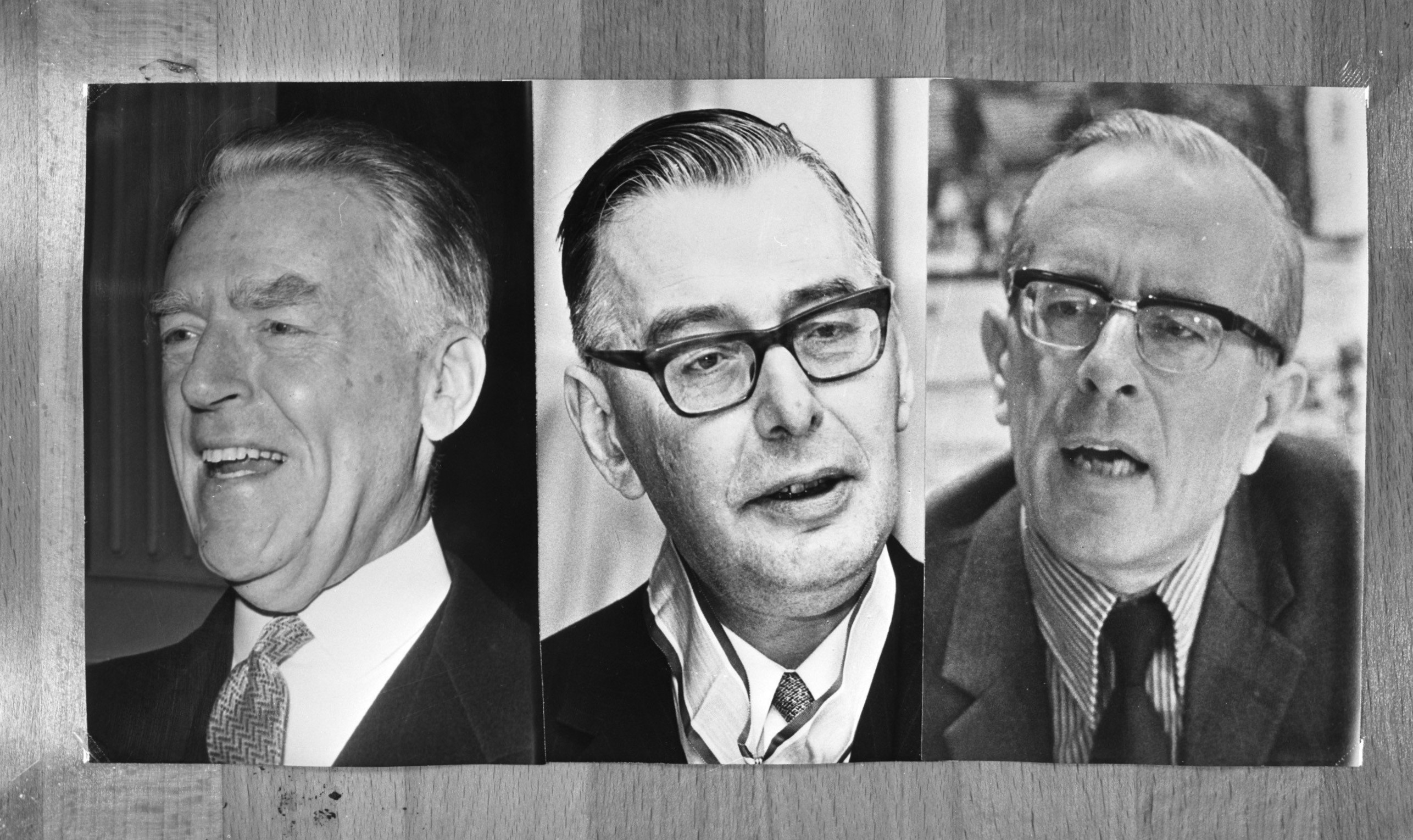
De Commissie van Drie, van links naar rechts H. W. Holtrop, A. M. Donner en H. Peschar

De Commissie van Drie was een commissie die in 1976 werd ingesteld door het kabinet-Den Uyl met de opdracht te onderzoeken wat er waar was van de serieuze geruchten dat prins Bernhard steekpenningen zou hebben aangenomen van de Amerikaanse vliegtuigbouwer Lockheed; de zogeheten Lockheed-affaire.
Voorzitter van de Commissie van Drie werd Andreas Matthias Donner, rechter bij het Europees Hof van Justitie. De overige leden waren Marius Holtrop (voormalig directeur van De Nederlandsche Bank) en de president van de Algemene Rekenkamer, Henri Peschar.
De commissie publiceerde een rapport dat vrijwel onmiddellijk een bestseller werd. De slotconclusie was:

... dat Zijne Koninklijke Hoogheid zich aanvankelijk veel te lichtvaardig [had] begeven in transacties, die de indruk moesten wekken dat hij gevoelig was voor gunsten en dat hij zich toegankelijk had getoond voor onoorbare aanbiedingen en zich vervolgens had laten verleiden tot het nemen van initiatieven die volstrekt onaanvaardbaar waren en die hemzelf en het Nederlandse aanschafbeleid bij Lockheed en [...] niet alleen bij Lockheed, in een bedenkelijk daglicht moesten stellen ...

## Geheime bijlage
Op 12 augustus 1976 werd het eindrapport overhandigd aan premier Joop den Uyl. Er zat een bijlage bij van twaalf kantjes, waarin de contouren werden geschetst van een vergelijkbare affaire rond de Amerikaanse vliegtuigbouwer Northrop. Aan deze bijlage heeft Den Uyl geen enkele ruchtbaarheid gegeven; de bijlage verdween in een kluis en de kwestie werd pas op 2 april 2005 onthuld in een artikel van Gerard Mulder en Hugo Arlman in het weekblad Vrij Nederland.
De vraag diende zich, dertig jaar na de Lockheed Affaire aan, of de minister-president bewust zaken onder de pet had gehouden. Volgens de schrijvers was dat niet het geval, omdat het Northrop-onderzoek geen belastender informatie had opgeleverd. Ook had de commissie geen diepgaand onderzoek naar deze kwestie gedaan. In het proefschrift van Anet Bleich Joop den Uyl 1919-1987. Dromer, doordouwer dat in februari 2008 verscheen, kreeg de bijlage nog eens de volle aandacht. Bleich stelt dat Den Uyl door het geheimhouden van de bijlage wist te voorkomen dat prins Bernhard wellicht strafrechtelijk zou worden vervolgd, dat koningin Juliana in dat geval zou aftreden en dat prinses Beatrix niet beschikbaar zou zijn voor troonopvolging.
Oud-premier Dries van Agt omschreef het optreden van Den Uyl in een uitzending van het tv-programma Andere Tijden op 21 februari 2008 als ".... nummer 1 van Den Uyls goede zaken."